# نبرد آلیزیا
نبرد آلیزیا یا محاصره آلیزیا(انگلیسی: Battle of Alesia)، جنگی است از سلسله جنگ‌های گالی که در سال ۵۲ قبل از میلاد بین ژولیوس سزار و ورسینگتوریکس در منطقه گل (الیس-ساینت-رین امروزی) رخ داد که با شکست گل‌ها همراه بود. بعد از این نبرد گل تبدیل به یکی از استان رومی شد و تا زمان فرانک‌ها بر همین منوال باقی ماند.